# Balázs Györgyné
Balázs Györgyné szül. Edinger Alice Judit (Budapest, 1928. augusztus 28. – Budapest, 1999. március 20.) történész, egyetemi oktató, pedagógiai módszertan kutató, a neveléstudomány kandidátusa (1968). Egy új megközelítésű történelemoktatás elméletének kialakítója és elterjesztője. Akadémia díjas.

## Életpályája, munkássága
Budapesti polgári családból származott, édesapja Edinger Ferenc könyvelő volt. 15 éves korában származása miatt arra kényszerült, hogy abbahagyja iskolai tanulmányait és egy kötőüzemben mint tanonc helyezkedjék el. Az 1944. március 19-i német megszállást követően csatlakozott a földalatti cionista ellenállási mozgalomhoz, a németek által megszállt területek legeredményesebb ellenállási mozgalmához. Védleveleket, hamis igazolványokat terjesztett a budapesti kórházakban, gyermekotthonokban, a gettóban. Az alig több mint 200 fiatal ellenálló több tízezer ember életét mentette meg.
1947-ben a Budapesti Pedagógiai Főiskolán, Mérei Ferenc pszichológus tanítványaként óvónői képesítést szerzett. Ebben a korszakban Mérei az óvodásokon végzett megfigyelésein arra kereste a választ, alkalmasak-e a társaslélektani kutatások arra, hogy rávilágítsanak a történelmi jelenségek mélyebb magyarázataira. Edinger Aliz háború alatti személyes tapasztalatai megerősítették, hogy a csoportos élmények a kulcsai nemcsak a történelem megértésének, de az alakításának is.
1953-ban az ELTE történettudományi karán történelem szakos középiskolai tanári oklevelet szerzett. A neveléstudományok kandidátusa (1968).
Az MTA–TMB-n aspiráns (1962–1965), tanított a BME-n, az ELTE bölcsészettudományi karán a Középkori Magyar Történeti Tanszék egyetemi docense (1966–1989).
Könyveiben és cikkeiben a történelemtanítás elméleti kérdéseivel, tantárgy-metodikai kutatásokkal foglalkozott. Elmélete szerint, amelyet az ELTE-n évtizedekig tanított, a történelemoktatás középpontjában nem a politikai küzdelmek ideológiai indíttatású leírása, hanem egy adott kor élethű ábrázolása az, ami tükrözi a társadalomra ható összes folyamat eredményét. Így a történelemtanítás integrálja a művészetek, a tudomány, a technika, a vallás hatását a társadalomra. Irányításával dolgozták ki a történelem tantárgy komplex középiskolai dokumentációját (tankönyv, olvasókönyv, segédkönyvek, tanrend, módszertani útmutató). Néhány írása Balázs Alice néven jelent meg.
Az MTA Pedagógiai Bizottsága tagja, az MTA–Oktatásügyi Minisztérium Történelem- és Társadalomtudományi Albizottsága titkára (1975-től). A Magyar Történelmi Társulat igazgató-választmányának tagja. 1972-ben Akadémiai Díjjal tüntették ki.
Utolsó kutatása Kármán Mórhoz kötődött, amit a kaliforniai JPL Kálmán Tódor gyűjteményben végzett.
Hagyatéka az ELTE könyvtárában található.
Férje dr. Balázs György (1925–1995) történész, kandidátus.

## Főbb művei
- Történelemoktatásunk időszerű kérdései. (Iparitanulóképzés, 1957)
- A magyar történelem képekben. 1848–1849. Többekkel. (Bp., 1957)
- Történelmi olvasókönyv ipari tanuló intézetek számára. (Bp., 1959)
- Gondolatok a történelem életszerű oktatásáról. (Századok, 1964)
- A történelemoktatás és a személyiség alakulásának egyes kérdései. (Pedagógiai Szemle, 1965)
- Korkép kialakítása a történelemoktatásban, különös tekintettel a XX. század tanítására. Kandidátusi értekezés (Bp., 1968)
- Történelemtanításunk és az ifjúság szocialista nevelése. (Társadalmi Szemle, 1968)
- Kísérletek a korkép kialakítására a történelemoktatásban. Szerk., a bevezetést írta. (Bp., 1968; 2. kiad. Bp., 1969)
- A határtudományok szerepe a metodikai kutatásokban. (Pedagógiai Szemle, 1969)
- A tanulók történelmi alapfogalmainak vizsgálatáról. Hunyady Györggyel. (Történelemtanítás, 1969)
- Didaktikai tanulmányok gyűjteménye. Szerk. Egy. jegyz. (Bp., 1969; 3. kiad. 1971)
- A történelem etikai tanulságai a történelemoktatási reformdokumentumok tükrében. („A szent, a várt szélvész.” Tanulmányok a Tanácsköztársaság közoktatásügyéről. Szerk. Mészáros István. Bp., 1970)
- Korkép kialakítása a történelemoktatásban. (Bp., 1970; 2. kiad. 1978; 3. kiad. 1984)
- A tanulók élettapasztalata és a történelmi fogalmak kapcsolata a történelemoktatásban. (Történelemtanítás, 1972)
- A tanárképzés és a tanítás egyes kérdései. (Korszerű történelmi műveltség és az ifjúság. Bp., 1972)
- A tantárgy-pedagógia időszerű kérdései. (Történelemtudomány – Történelemtanítás. A történelemtanárok nyári akadémiája. 1974. júl. 1–9. Keszthely. Bp., 1975)
- A tantárgy-pedagógia aktuális kérdései a történelemtanításban. (Budapesti Nevelő, 1977)
- Az integrált történelemtanítás problémái. (Budapesti Nevelő, 1978)
- Az általános iskolai és a középiskolai történelemtanítás viszonya. (Magyar Pedagógia, 1980)
- A történelemtanítás módszertana oktatásának helyzete az egyetemi képzésben. (Pedagógusképzés, 1980)
- Die Rolle der Geschichtsunterrichts bei der Formung des Menschen des 20. Jahrhunderts. (Studia Historica, 1980)

## Megjegyzés
1. ↑  Kármán Mór, Kármán Tódor fizikus apja, a magyarországi közoktatás megteremtője volt. Kármán Tódort nevezték ki a kaliforniai Jet Propulsion Laboratory (Sugárhajtás-laboratórium) (JPL) vezetőjévé. Ez az intézet később jelesen szolgálta az amerikai űrkutatási programot is. Kármán Tódor itt helyezte el egész hagyatékát, beleértve az édesapjától rámaradt anyagokat is, amiket Balázs Györgyné másolt le és kutatott. Utolsó hónapjait ott töltötte, de e téren végzett munkája befejezetlen maradt.